# Nedvědička
Die Nedvědička ist ein rechter Nebenfluss der Svratka in Tschechien.

## Verlauf
Sie entspringt nördlich von Zubří in etwa 700 m ü. NN am Fuße der Pohledecká skála (Kaiserstein, 812 m) in den Saarer Bergen und wird dort im Teich Zuberský rybník gestaut. Am Oberlauf wird sie auch als Zuberský potok bezeichnet.
An ihrem weiteren Lauf nach Südosten liegen die Orte Divišov, Albrechtice, Rozsochy, Blažejovice, Vojetín und Rodkov.  Von hier an folgt die 1905 errichtete Eisenbahnstrecke von Nové Město na Moravě nach Tišnov dem Flusslauf bis zur Mündung.
Auf dem nachfolgenden Abschnitt zwischen den Hügeln Zlatkovská hora und Hradisko befinden sich beiderseits des Flusses die Anlagen des Uranbergwerkes GEAM Dolní Rožínka. Neben mehreren Schachtanlagen gehören zu der einzigen noch betriebenen Urangrube auch die beiden großen Absetzbecken K I und II.
Weitere Ortschaften an der Nedvědička sind Dvořiště, Rožná, Jabloňov und Pernštejn. Flussabwärts thront linksseitig über dem Nedvědičkatal die Burg Pernštejn. Unterhalb davon steht die etwa 1100-jährige Pernsteiner Eibe. Der geschützte 16,5 m hohe Baum hat einen Stammumfang von 4,55 m. In Nedvědice mündet die Nedvědička nach 28,6 km in einer Höhe von 324 m ü. NN in die Svratka. Ihr Einzugsgebiet beträgt 84,3 km².

## Zuflüsse
- Rozsošský potok (l), bei Rozsochy
- Zlatkovský potok (l), bei Dvořiště (der Bach endet heute im Becken K II)
- Rožínka (r), in Rožná
- Borský potok (r), bei Bor
- Smrčecký potok (l), an der Burg Pernštejn
- Žlebský potok (l), oberhalb Nedvědice